# Bane (Comic)

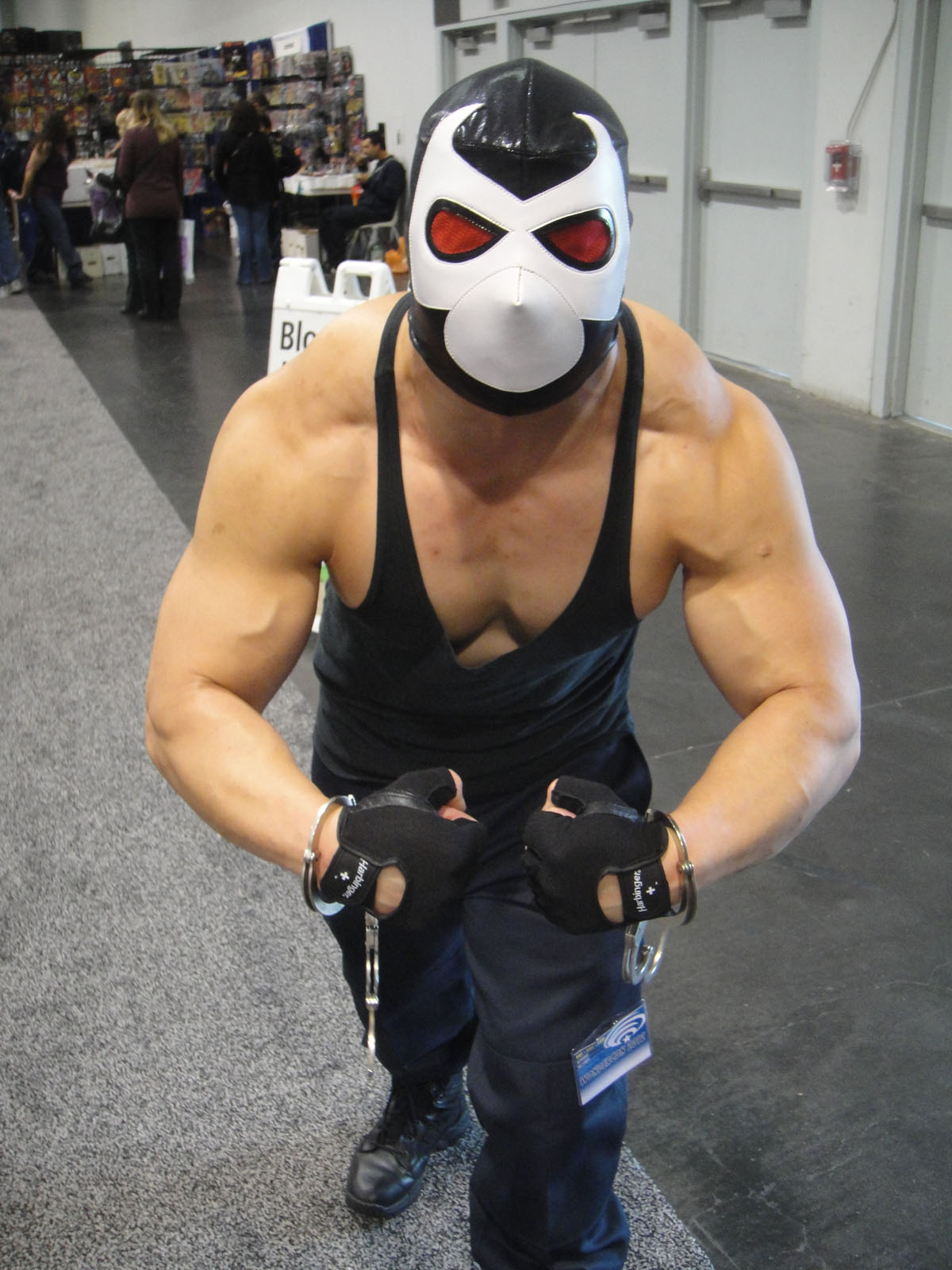
WonderCon 2012: Bane-Kostüm

Bane (englisch für Fluch, Ruin, Verderben) ist eine fiktive Figur im Besitz des US-amerikanischen Verlages DC-Comics sowie der Titel einer Reihe von Comic-Veröffentlichungen über diese Figur. Die unter dem „Bane“-Titel erschienenen Publikationen handeln von den Taten und Untaten, die ein südamerikanischer Abenteurer und Terrorist, der unter dem Decknamen Bane operiert, im fiktiven DC-Universum begeht.
Die Hauptfigur der Bane-Comics wurde erstmals 1993 während der einflussreichen Knightfall-Saga in den Batman-Comics vorgestellt, die davon handelt, wie Bane den Superhelden Batman im Zweikampf besiegt und ihm das Rückgrat bricht. Der seinerzeit weitgehend als ein Tabubruch innerhalb des Superhelden-Genres wahrgenommene Umstand, dass der „Bösewicht“ den „Guten“ besiegte – was es zuvor in mehr als fünfzig Jahren Publikationsgeschichte der Batman-Comics nicht gegeben hatte – machte den Charakter Bane in den frühen 1990er Jahren zeitweise auch weit über die Comic-Szene hinaus als Batmans „Nemesis“ bekannt. So berichteten unter anderem verschiedene Tageszeitungen und Fernsehsender über „den Mann, der Batman gebrochen hat“.

## Veröffentlichungen
Die erste Veröffentlichung unter dem Titel „Bane“ war der One-Shot Vengeance of Bane #1 die DC-Comics im Januar 1993 auf den Markt brachte. Dieses Heft diente sowohl zur Einführung von Bane in das DC-Universum – als dem gemeinsamen Schauplatz, in dem die meisten Figuren des Verlages ihre Abenteuer erleben – als auch zur Etablierung seiner Herkunfts- bzw. Hintergrundgeschichte (so genannte origin story) und zur Vorbereitung der sich über nahezu zwei Jahre hinziehenden Knightfall-Saga, in der er als Hauptschurke agierte.
1995 folgte das Special Vengeance of Bane #2 (1995) in dem Banes Flucht aus dem Gefängnis Blackgate und die Überwindung seiner Sucht von der Droge Venom thematisiert wird. 1997 erschien die vierteilige Miniserie Bane of the Demon (1997) die Banes Suche nach seinem Vater und sein Zusammentreffen mit dem Kultführer Ra’s al Ghul zum Inhalt hat. Ebenfalls 1997 kam der Comicroman Batman/Bane (1997) auf den Markt, der als Begleitband zum Kinofilm Batman & Robin von 1997 erschien, in dem Bane als ein Nebenschurke auftritt. In diesem wird geschildert wie Bane ein schwimmendes Nuklearkraftwerk in seine Gewalt bringt.
In Deutschland wurden alle diese Publikationen 1998 vom Stuttgarter Dino Verlag in gesammelter Form als Batman-Sonderband #2 (Vengeance of Bane #1 und #2) und Batman Sonderband #3 (Bane of the Demon #1-4 und Bane #1) veröffentlicht.
2012 wurden die beiden Vengeance of Bane-Specials und die Miniserie von 1997 zusammen mit einigen Batman-Geschichten, in denen Bane eine wichtige Rolle spielt, anlässlich des Erscheinens des Batmanfilmes The Dark Knight Rises – in dem Bane der Hauptschurke ist – von DC-Comics in einem Sammelband nachgedruckt.
Außer in seiner eigenen Reihe ist Bane in der Vergangenheit noch häufiger als Gegenspieler von Batman sowie einigen anderen Superhelden-Charakteren im Besitz des DC-Verlages aufgetreten. In diesem Zusammenhang wurde Bane unter anderem als Figur in Comicheften, Romanen, Kino- und Fernsehfilmen und in Zeichentrickserien sowie in Computer- und Konsolenspielen verwendet: So in dem Zeichentrickfilm Mystery of the Batwoman.
Des Weiteren wurde die Figur Bane in Form von Action-Figuren und als Schmuck-Skulptur sowie als Motiv auf Trade-Cards, T-Shirts, Kühlschrankmagneten und anderen vergleichbaren Merchandising-Produkten verwertet.

## Hauptfigur
Bane wurde erstmals in dem Comicheft Vengeance of Bane #1 vom Januar 1993 vorgestellt. Die Grundidee und die Hintergrundgeschichte für die Figur gehen auf den Autoren Chuck Dixon zurück, während der Zeichner Graham Nolan Banes äußerliches Erscheinungsbild entwarf. Wie Nolan in einem Interview mit der Washington Post vom Mai 2003 erklärte, war die Grundidee die, eine böse Variante des Helden der Romane um den Abenteurer Doc Savage („an evil Doc. Savage“) gegen Batman antreten zu lassen. Entscheidend war es für Autor und Zeichner dabei Batman erstmals mit einem Gegner (einem „Anti-Batman“) zu konfrontieren, der ihm sowohl körperlich als auch geistig überlegen sein sollte.
Beim Design für Banes Aussehen (er ist nach Verlagsangaben 2,03 m groß und wiegt 159 kg) ließen die Macher sich vom Design der mexikanischen Lucha Libres beeinflussen: Er ist ein hochgewachsener, athletischer, bis an die Grenzen des menschlich Möglichen muskulöser Mann (deswegen häufig auch als „Menschenberg“ bezeichnet). Er trägt meist elastische, ärmelfreie Hemden, Schnürstiefel und eine den ganzen Kopf überdeckende schwarze Maske die im Gesichtsfeld weiß umschrieben ist und im Augenbereich mit roten Sehschlitzen ausgestattet ist. An der Rückseite seiner Maske befinden sich in einigen Versionen sechs kleine, mit Metallkappen versehene Öffnungen für Schläuche, die direkt in seinen Schädel münden, mit denen er sich die leistungssteigernde Droge Venom zuführt. In späteren Geschichten finden sich an dieser Stelle nur sechs Narben.

## Figurengeschichte
Banes wahrer Name konnte bis heute nicht enthüllt werden. Auch ihm selbst ist dieser nicht bekannt. Man weiß mittlerweile, dass er der Sohn aus der Verbindung des britischen Söldners Sir Edmund Dorrance (bekannt auch als King Snake; siehe Schurken im Batman-Universum) und einer Einheimischen der (fiktiven) Karibikinsel Santa Prisca ist. Banes Eltern trafen sich, als das Volk von Santa Prisca sich, inspiriert von der Kubanischen Revolution, gegen die Gewaltherrschaft der auf dem Eiland bestehenden diktatorischen Militärjunta erhob. Unterstützt wurden die Einheimischen dabei durch eine Gruppe ausländischer Spezialisten, die offiziell vom Dominikanerorden organisiert worden war. Tatsächlich war der Orden von Sankt Dumas der Spiritus Rector der Gruppe gewesen. Dieser Gruppe gehörten unter anderem der amerikanische Arzt Dr. Thomas Wayne, Dorrance sowie der Schweizer Geschäftsmann Charlton LeHah an. Die Revolte des santapriscanischen Volkes scheiterte jedoch: Dorrance wurde beim Angriff auf das Lager der Rebellen schwer verletzt und geblendet, konnte aber, da man ihn für tot hielt, von Santa Prisca entkommen. Seine Geliebte – die Dorrance seinerseits für tot hielt – geriet in die Hände der Regierungstruppen. Dorrance, der zunächst nichts von der Existenz des von ihm gezeugten Sohnes wusste, setzte sich nach Hong Kong ab, ohne jemals nach Santa Prisca zurückzukehren.
Entsprechend den archaischen Gesetzen von Santa Prisca mussten Söhne im Falle des Todes des Vaters dessen Strafe stellvertretend für diesen verbüßen: So wurde Bane noch vor seiner Geburt dazu verurteilt, die Strafe seines für tot gehaltenen Vaters an dessen statt über sich ergehen zu lassen. Das Strafmaß für den „Hochverrat“, als den die Militärregierung die Beteiligung an der Revolution ansah, lautete lebenslänglich.
So wurde Bane bereits in der Gefangenschaft im Gefängnis Pena Duro geboren. Banes einziger Freund in seinen Kindheitstagen war der Teddybär Osito, ein Geschenk eines der wenigen katholischen Missionare, eines Jesuiten, die Zutritt zu Pena Duro hatten. Die Mutter des Jungen verstarb, als der Knabe nur wenige Jahre alt war: Die Folge war, dass er, aufgrund seines geringen Alters, seinen eigenen Namen nicht kannte. Die übrigen Häftlinge nannten ihn zunächst José; später, nachdem er noch als Kind seinen ersten Mord an einem Mithäftling verübt hatte, gaben sie ihm den Namen Bane: „Der Verfluchte“.
Nach dieser Bluttat ließ ihn der Gefängnisdirektor in die „Cavidad Obscuro“ (sic), eine unterseeisch gelegene Einzelhaftzelle, sperren, in die zu bestimmten Tageszeiten die Flut des nahe gelegenen Meeres eindrang, so dass der kleine Raum mehrere Stunden am Tag unter Wasser stand. Um zu überleben, musste er sich von den mit dem Meer angespülten rohen Fischen und den mit ihm hausenden Ratten ernähren. In seinen Träumen wurde Bane von einem schauderhaften Fledermauswesen heimgesucht, das ihm so allmählich zur Besessenheit wurde. Nachdem er zehn Jahre in dieser menschenfeindlichen Umgebung verbracht hatte und dort zum Manne gereift war, wurde Bane wieder in den regulären Strafvollzug entlassen. Dort feierten die übrigen Gefangenen ihn als Helden, weil es ihm gelungen war, dem Gefängnisdirektor, der ihn in dieser Hölle hatte sterben sehen wollen, zu trotzen.
Der Schlüssel zum Überleben lag für Bane in Meditation und eingeschmuggelten Büchern, die sein brachliegender Geist verschlang. Seinen Körper stählte Bane, der über vorteilhafte Anlagen verfügte, indem er täglich tausend Liegestütze, tausend Klimmzüge und tausend Sit-Ups machte. In der Haft lernte Bane drei Männer kennen, die ihm zu treuen Freunden und Gefolgsleuten wurden: den Falkner „Birdy“ Colossimo (Bird), den totenbleichen Messerwerfer Zombie und den neandertalerähnlichen Trogg (alle drei Figuren sind nach britischen Rockbands der 1960er Jahre benannt).
Banes Schlüssel zur Freiheit war schließlich „Venom“, ein experimentelles Steroid, das dem ohnedies schon überragend starken Bane die Kraft verlieh, aus Pena Duro auszubrechen. Nachdem er sich an dem Gefängnisdirektor, der ihm so übel mitgespielt hatte, gerächt und seine Freunde aus den Kerkern der Anstalt befreit hatte, beschloss er, nach Gotham City zu gehen. Colossimo, ein aus Gotham stammender Gauner, hatte ihm von dieser „wunderbarsten Stadt der Welt“ berichtet und weckte sein Interesse durch die Erzählungen vom Batman, der über Gotham herrschte. So war in Bane der Entschluss gereift, Batman, in dem er die Verkörperung eines Alptraumwesens, das ihn in seinen Träumen verfolgte, erblickte, zu besiegen und an der Stelle des „Fledermausmannes“ die Herrschaft über Gotham City anzutreten.
Mit Hilfe des technisch begabten Trogg gelang es Bane, ein Gerät zu entwickeln, mit dem er die Venom-Substanz über eine Regulationseinheit an seinem linken Unterarm direkt in seinen Blutkreislauf einfließen lassen konnte. Da Venom den Nebeneffekt hatte, süchtig zu machen, war er bald genötigt, das Mittel alle zwölf Stunden einzunehmen, um das Eintreten diverser Begleiteffekte zu vermeiden. Wenn er die Droge nahm, steigerte sich seine Körperkraft ins nahezu Unermessliche.
Bane kam schließlich nach Gotham City. Dort bereitete er sich zunächst sorgfältig auf seinen Plan vor, indem er und seine Männer sich in einem Hotel einmieteten und anfingen, Batman zu studieren. Mit Hilfe eines Jagdfalken konnten sie den Verbrecherbekämpfer immer schnell ausfindig machen. Zum Auftakt unterzogen sie Batman, aber auch sich selbst, verschiedenen „Tests“. Sich selbst bewies Bane, indem er Killer Croc – einen der gefürchtetsten Kriminellen der Gothamer Unterwelt – im Zweikampf besiegte und ihm die Arme brach (Batman #489, 1993). Seine Handlanger demonstrierten ihre Würdigkeit, indem sie den geisteskranken Edward Nigma verwundeten (Batman #490, 1993). Um seinen Plan zu verwirklichen, zerstörte Bane das Arkham Asylum, die Psychiatrie von Gotham City und befreite sämtliche Insassen.
Batman, der zu dieser Zeit ohnedies gesundheitlich angeschlagen war, fing nach und nach einige der gefährlichsten Insassen wieder ein. Dabei verausgabte er sich jedoch derart, dass er nur noch ein Schatten seiner selbst war. Bane, der inzwischen Batmans Geheimidentität als Bruce Wayne geschlussfolgert hatte, wählte diesen Zeitpunkt, um sich Batman im Zweikampf zu stellen. In der Bathöhle, Batmans Unterschlupf, wo sich das Duell abspielte, besiegte Bane Batman. Um seinem Sieg gestischen Ausdruck zu verleihen, brach er ihm nach dessen Niederlage schließlich das Rückgrat.
Bruce Wayne, der fortan für eine Zeit auf einen Rollstuhl angewiesen war, übergab den Batman-Mantel an seinen Stellvertreter Jean Paul Valley (alias Azrael). Diesem gelang es schließlich, Bane zu besiegen, indem er dessen Venom-Sucht gegen ihn selbst ausspielte. Azrael zerstörte Banes Venom-Vorräte und somit den regelmäßigen Nachschub dieser Substanz. Danach griff er Bane, der durch den Venom-Entzug geschwächt war an und besiegte ihn in einem brutalen Zweikampf, wobei er sich einen weiteren Vorteil verschaffte, indem er das klassische Batmankostüm durch eine Kampfrüstung ersetzte (Batman #500, 1993).
Der besiegte Bane wurde ins Blackgate-Gefängnis gesperrt. In seinem Prozess wegen Terrorismus und Mordes bekannte Bane sich von vornherein für schuldig, um sich die Schmach einer Gerichtsverhandlung zu ersparen. Dort unterzog man ihn zunächst einem kalten Entzug: die Folge war, dass Bane mehrere Monate in der Krankenstation zubrachte. Danach war er von seiner Sucht geheilt, hatte aber auch seine körperliche Fitness verloren: Er war aufgequollen, übergewichtig und geschwächt. Nachdem ein anderer Insasse von Blackgate, Anatoli Knyzev, ihn schwer verletzte, musste Bane erneut in die Krankenstation. Um sein altes Ich wieder zu erlangen, griff er zu drastischen Maßnahmen: Er ermordete einen anderen Häftling, woraufhin man ihn für sechs Monate in den Reha-Block der Anstalt sperren ließ. In der Einzelhaft unterzog sich Bane einem harten Fitnesstraining und konnte so seine frühere Form zurückerlangen. Nach seiner Rückkehr in den regulären Strafvollzug konnte Bane mit der Hilfe von befreundeten Mithäftlingen – Anatoli Knyzev, Otis Flannegan und Elmo Galvan – aus Blackgate entkommen.
Nach geglückter Flucht beschloss Bane, seinen Vater zu finden. Erste Hinweise auf dessen Identität lieferte ihm der Arzt, der einst die Venom-Versuche an ihm in Pena Duro vorgenommen hatte. Bei einem Besuch auf Santa Prisca konnte ein Jesuitenpater den Kreis der Verdächtigen für die Vaterschaft auf vier einengen: Thomas Wayne, Edmund Dorrance, Charlton Lehah und ein einheimischer Revolutionär.
Bei seiner Suche nach Lehah traf Bane schließlich auf Talia al Ghul, die Tochter des größenwahnsinnigen Ökoterroristen Ra’s al Ghul.
Ra’s al Ghul sah nach kurzer Zeit in Bane seinen Nachfolger und einen würdigen Ehemann für seine Tochter. Ra’s al Ghul beauftragte Bane, Gotham City mit Hilfe einer schwimmenden Ölplattform und eines atomaren Brennstabes zu verseuchen. Dies konnte jedoch durch das Eingreifen von Batman, Robin und Nightwing verhindert werden. Am Ende explodiert die Plattform und Bane kann sich auf ein treibendes Brett flüchten, auf dem er an Land gespült wird.
Da Batman immer noch mit Ra's al Ghul beschäftigt ist, sendet er Azrael, um Bane zu verfolgen. Bane gelingt es, Azrael gefangen zu nehmen und von der Droge Venom abhängig zu machen. Azrael kann jedoch fliehen und schafft es durch einen kalten Entzug von der Droge loszukommen. Kurz darauf gelingt es Azrael, Bane in einem harten Kampf zu besiegen. Er bringt ihn zurück nach Gotham, wo sich Bane jedoch infolge eines Infernos befreien und erneut fliehen kann. Dennoch gelingt es Azrael erneut, Bane zu stellen und zu besiegen, worauf dieser wieder in Blackgate eingesperrt wird.
Des Weiteren war Bane Mitglied der „Suicide Squad“, einer Gruppe von Superverbrechern, die für Geld Aufträge erledigten.
Auf der Suche nach seinem wahren Vater kehrte Bane Jahre später wieder nach Gotham City zurück. Lange Zeit war auch für die Leser die Identität von Banes Vater unbekannt – es gab aber Hinweise darauf, dass Bruce Wayne und Bane denselben biologischen Vater haben könnten: Dr. Thomas Wayne. So half Batman ihm bei der Suche und zusammen fanden sie ihn auch. Bei einem finalen Kampf Batman gegen King Snake rettet Bane seinem einstigen Widersacher das Leben und wird selbst sehr schwer verwundet. Er überlebt, weil Batman ihn in eine Lazarusgrube legt. Aber nicht nur seine körperlichen Wunden sind geheilt, sondern auch seine seelischen.
Im Jahr 2013 wurde die Storyline „Dark Knight“ geschaffen, hier ist Bane wieder der alte Feind von Batman, der er ohne sein Heilbad in der Lazarusgrube gewesen war.

## Wichtige Nebenfiguren

### Bird
Bird ist ein Krimineller aus Gotham City, der mit eigentlichem Namen Birdy Colossimo heißt. Die Figur debütierte in Batman: Vengeance of Bane #1 von 1993 (Autor: Chuck Dixon, Zeichner: Graham Nolan), in der auch Bane seinen ersten Auftritt hatte. Seinen Spitznamen verdankt Bird seiner Vorliebe für und seiner Begabung im Umgang mit Vögeln, für die er eine „magische Hand“ hat, wobei der Name Bird – wie die Namen aller drei Handlanger Banes – zugleich eine Anspielung auf eine britische Band der Sechziger ist (The Birds). Er nutzt diese Begabung, indem er sich als Falkner betätigt. Bird ist ein normalgroßer, schlanker Mann mit einer Falkennase und langen blonden Haaren, der barock wirkende Hemden und Westen trägt. Bird ist ein gerissener Berufskrimineller, der seine Karriere in Gotham City in der Bande von Jimmy „No Nose“ Novack begann. Als Novack ihn aus unbekannten Gründen und auf unenthüllte Weise hinterging, geriet Bird in dem diktatorischen südamerikanischen Staat Santa Prisca in Gefangenschaft. Man verurteilte ihn zu lebenslanger Haft im Gefängnis Pena Duro. Dort teilte er eine Zelle mit Bane, dem er von seiner Heimat, Gotham City, der „schönsten Stadt der Welt“ und von ihrem geheimnisumwitterten „Beherrscher“ Batman erzählte und so den Grundstein für Banes Besessenheit, Batman zu besiegen und Gotham City zu beherrschen, legte. Gemeinsam mit Bane und den Insassen Trogg und Zombie gelang es Bird schließlich, aus Pena Duro zu fliehen und nach Gotham City zu reisen.
Dort bezog die Gruppe, in der Bird als wichtigster Ratgeber Banes fungierte, Dauerquartier in einem Hotel und begann ihren Krieg gegen Batman zu planen. Zunächst begann die Truppe, für Bird einen Falken zu beschaffen, den dieser Talon nannte. Später ermordete sie Jimmy Novack, den Bird für sein unglückliches Schicksal in Südamerika verantwortlich machte (Vengeance of Bane #1). Danach begann eine längere Phase des Studiums, in der Bird und die anderen Batman mit Hilfe des Falken bei seinen nächtlichen Einsätzen beschatteten, um möglichst viel über ihn, insbesondere über seine Schwächen, zu erfahren. Dabei kam es unter anderem zu einer Auseinandersetzung Birds, Zombies und Troggs mit dem Riddler, bei der Letzterer durch mehrere Schusswunden schwer verletzt worden war (Batman #490). Am Ende dieser Studienphase verfiel Bird auf die Idee, Batman durch eine Befreiung sämtlicher Arkham-Insassen in die Knie zu zwingen: Zu diesem Zweck kaufte er von einem ehemaligen Wärter einen Satz Baupläne der Anstalt, um den Angriff auf diese möglichst effektiv planen zu können. Gemeinsam mit Bane, Trogg und Zombie befreite er schließlich alle Geisteskranken, die in Arkham einquartiert worden waren (wobei Bird die Idee hatte, den Joker zuerst zu befreien, um dem Häftlingsaufstand einen Rädelsführer zu geben), rüstete diese mit gestohlenen Waffen der U.S. Army aus und entfesselte so das Chaos in Gotham City (Batman #491). In der Folge beschattete Bird Batman bei seiner Jagd auf die Ausbrecher mit Hilfe von Talon und konnte so dessen allmählichen Kräfteverfall mitverfolgen (gegen Amygdala in Detective Comics #659, Zsasz in Batman #493, Poison Ivy in Batman #495). In einem Zweikampf mit Robin konnte Bird diesem Paroli bieten und sich der Verhaftung entziehen (Detective Comics #659). Ein Zweikampf Birds gegen Batman endete mit einer Niederlage, wobei Bird sich zumindest der Verhaftung entziehen konnte (Detective Comics #663).
Nach Batmans Niederlage gegen Bane (-Bird weiß um dessen wahre Identität als Bruce Wayne Bescheid), unterstützte Bird diesen beim Versuch, die Herrschaft über Gothams Unterwelt an sich zu reißen: Gemeinsam mit Trogg und Zombie entführte er die Kinder des Bandenchefs Tough Toni Bressi und erpresste diesen so zur Zusammenarbeit mit Bane, er heuerte Catwoman an (Catwoman #1) und ermordete verschiedene, rivalisierende Kriminelle. Bird wurde schließlich von Bruce Waynes Nachfolger als Batman, Jean Paul Valley, besiegt und an die Polizei übergeben (Batman #500). Er wurde von den ebenfalls ergriffenen Trogg und Zombie getrennt und in ein Gefängnis außerhalb von Gotham verbracht. Bane befreite ihn einige Zeit später (Azrael #36) und machte ihn erneut zu seinem Helfer. Als beide gemeinsam nach Südamerika reisten, um in Santa Prisca eine neue Revolution einzuleiten, sank ihr Schiff im Sturm, wobei Bird – der zudem durch die Einnahme der Venom-Droge geschwächt war – allem Anschein nach ums Leben gekommen war (Azrael #38).

### King Snake
King Snake, alias Sir Edmund Dorrance, ist ein britischer Söldner. Er wurde 1991 als Widersacher von Batman und seinen Verbündeten in das DC-Universum eingeführt und in einer Geschichte aus dem Jahr 2005 schließlich als der Vater von Bane enthüllt.
Der Charakter King Snake wurde erstmals in dem Comicheft Robin #1 von 1991 (Autor: Chuck Dixon; Zeichner: Tom Lyle) vorgestellt. Dort erscheint er als ein vorgeblich respektabler, britischer Geschäftsmann, der sich im Verborgenen als Führer eines in Hongkong operierenden Drogen- und Waffenschmugglerrings betätigt. Seinen Spitznamen „King Snake“ verdankt Dorrance – der zur Zeit seines ersten Auftrittes blind ist – einer großen Tätowierung auf seiner Brust, die eine jadegrüne, spiralförmige Königskobra zeigt.
In späteren Heften erfährt man, dass Dorrance dem englischen Adel entstammt und mit der britischen Armee als Artillerieoffizier nach Hong Kong kam, als dieses noch eine englische Überseebesitzung war. Dort wurde er in asiatischen Kampfkünsten ausgebildet, in denen er bald beachtliches Können erreichte. Später verließ Dorrance die Armee und ging als bezahlter Söldner nach Südamerika, wo er sich an der gescheiterten Revolution gegen die Militärjunta auf der Karibikinsel Santa Prisca beteiligte: Während dieser Zeit ging er mit einer jungen, einheimischen Revolutionärin ein Liebesverhältnis ein und zeugte das Kind, das später zu Bane wird. Bald danach wurde er von seiner Geliebten getrennt, als Regierungstruppen das Rebellenlager angriffen. Bei dieser Gelegenheit wurde Dorrance von einer Granatenexplosion geblendet, mit der Folge, dass er sein Augenlicht verlor. Trotzdem gelang es ihm von Santa Prisca zu fliehen: Seine Geliebte, die er nicht wiederfinden konnte, hielt er für tot, während diese tatsächlich gefangen genommen und zu einer lebenslangen Haftstrafe verurteilt worden war. Das ungeborene Kind, das Dorrance mit ihr gezeugt hatte, (Bane) wird derweil stellvertretend für ihn zu einer lebenslangen Haft verurteilt (Batman: Gotham Knights #47-49, 2004).
In der zu einem späteren Zeitpunkt spielenden, aber sehr viel früher veröffentlichten, ersten Robin-Mini-Serie (Robin (Vol. 1) #1-5, 1991) wird davon berichtet, wie Dorrance nach seiner Flucht aus Pena Duro seine Tätigkeit als Söldner in Übersee wiederaufgenommen hatte, indem er sein fehlendes Augenlicht durch die Steigerung der Leistungen seiner übrigen vier Sinne wettmachte: So verfügt er in den nach diesem Zeitpunkt spielenden Geschichten über eine gesteigerte, mechanische Wahrnehmung, die es ihm ermöglicht, selbst geringste Vibrationen (Bodenerschütterungen, Schritte, Atemzüge etc.) in seiner Umgebung wahrzunehmen. Außerdem kämpft er bevorzugt im Dunkeln, da ihm dies als Blinden einen Vorteil gegenüber Sehenden verschafft, für die die Dunkelheit eine Behinderung darstellt.
In Hong Kong beginnt Dorrance zu dieser Zeit sein Doppelleben: Tagsüber ist er ein respektabler Geschäftsmann, bei Nacht ist er der Anführer einer kriminellen Vereinigung namens The Ghost Dragons, der vor allem einheimische Jugendliche angehören. Aufgrund seiner Tätowierung, die er zu dieser Zeit anfertigen lässt, nimmt er zu dieser Zeit den Codenamen King Snake an, was er später damit begründet, dass diese Schlangenart gegen das Gift anderer Schlangen immun ist und sich außerdem von anderen Schlangen ernährt. Nachdem Snake mehrere Jahrzehnte lang seine Geschäfte erfolgreich in Hongkong geführt hat, versucht Snake seine Aktivitäten nach Frankreich und in die Vereinigten Staaten auszuweiten. Dabei gerät er in Konflikt mit dem ehemaligen DEA-Agenten Clyde Rawlins, der eine alte Rechnung mit Dorrance offen hat, seit dieser seine Familie ermordet hatte, und dem französischen Killer Henri Ducard. Außerdem beginnen Batmans Assistent Robin und die Kampfsportlerin Lady Shiva, die sich im Zweikampf mit King Snake messen will damit, Jagd auf ihn zu machen. In Hong Kong kommt es schließlich zur Auseinandersetzung der verschiedenen Parteien: Nachdem Snake Rawlins im Zweikampf töten kann, unterliegt er gegen den Teenager Robin, was dazu führt, dass er vor den Ghost Dragons sein Gesicht verliert, die einem „Verlierer“ nicht mehr folgen möchten. Shiva wirft den Besiegten, den sie für unwürdig hält, im Kampf gegen sie anzutreten, darüber hinaus vom höchsten Dach eines Hochhauses, wobei er auf der Brüstung eines Balkons eines tieferen Stockwerkes aufschlägt und sich das Rückgrat bricht (Robin I-Miniserie, 1991).
Wider Erwarten gelingt es Snake, sein gebrochenes Rückgrat mit „Stahlimplantaten“ wiederherzustellen. Mit dem Wunsch, sich an Robin – gegen den er seit ihrer ersten Begegnung einen Hass hegt – für die demütigende Niederlage zu rächen, kommt er nach Gotham City, wo er durch Batmans Eingreifen und aufgrund des Verrats seiner Assistentin Lynx, die nun die Führung der Ghost Dragons übernimmt (Batman #467-469). Auch zwei spätere Versuche, die Führung der Unterwelt in Gothams Chinatown zu übernehmen (Robin (Vol. 3) #1-6, 1992/1993; Detective Comics #685-686, 1995), scheitern. Im Zuge dieser Anstrengungen trifft Snake auf verschiedene andere gefährliche Kämpfer: Den Russen Anatoli Knyazev und einen nur als Silver Monkey bekannten Söldner. Danach gerät King Snake kurzzeitig in die Gefangenschaft eines Mannes namens Lock-Up, der ihn zwingt, in „modernen Gladiatorenkämpfen“ erneut gegen Knyazev sowie gegen monströse Männer wie Steeljacket und Killer Croc sowie Trogg anzutreten (Batman/Wildcat #1-3, 1997).
Snakes Versuch, den sektierenden Kobrakult zu übernehmen, führt schließlich dazu, dass er durch ein Bad in der magischen „Lazarusgrube“ sein Augenlicht zurückgewinnt, es aber bei einem erneuten Kampf mit Robin – der ihm in einem Akt von Notwehr Gift ins Gesicht spritzt – wieder verliert. Danach bleibt King Snake alleine, verlassen und von der Außenwelt abgeschlossen, im Hauptquartier des Kobrakultes im Kharakorum zurück, wo er als Asket lebt. Dort findet Bane nach langer Suche seinen Vater als alten, abgemagerten und schwachen Mann, den er nach kurzen Ausspracheversuchen tötet, als er Snakes wahre, bösartige Natur erkennt.

### Talon
Talon (deutsch „Kralle“) ist der abgerichtete Wanderfalke von Banes Handlanger Bird. In deutschen Übersetzungen wurde er z. T. als Klaue bezeichnet.
Bird verwendet Talon in der Knightfall-Saga, um Batmans Aufenthaltsort in den Häuserschluchten von Gotham City schnellstmöglich ausfindig zu machen und zu beobachten. Mit Hilfe des Falken studiert Bird Batmans Vorgehensweise und Methoden bei verschiedenen Einsätzen (Detective Comics #656, Batman #490). Bei Banes Angriff auf die Nervenheilanstalt Arkham Asylum, in der viele von Batmans geisteskranken Widersachern verwahrt werden, benutzt Bird den dressierten Vogel, um eine Sprengladung abzuwerfen, die verschiedene Zellen beschädigt, um so den Insassen die Flucht zu ermöglichen. In der Folgezeit nutzt Bird Talon, um Batman bei seiner Jagd auf die Ausbrecher zu überwachen: So kann er Batmans Kämpfe gegen Amygdala (Detective Comics #659), Zsasz (Batman #493), Poison Ivy (Batman #495) aus sichererer Entfernung beobachten. Mad Hatter gelingt es, als er seine Überwachung durch Talon bemerkt, das Tier kurzzeitig einzufangen und mit einem Überwachungschip auszustatten (Batman #492). Als Bird schließlich von Batman verhaftet wird (Batman #500), wird Talon von der Polizei an den Zoo von Gotham übergeben.

### Trogg
Trogg ist einer von Banes drei Handlangern in der Knightfall-Saga. Die Figur wurde, wie Bane und seine anderen beiden Handlanger – Zombie und Bird – in Vengeance of Bane #1 in das DC-Universum eingeführt (Autor: Chuck Dixon, Zeichner: Graham Nolan).
Trogg – dessen Name auf die Band The Troggs anspielt – ist ein klein gewachsener, aber äußerst stämmig gebauter Mann von affenhaftem Aussehen. In Vengeance of Bane #1 erfährt man, dass er aufgrund seiner Teilnahme an dem gescheiterten Aufstand gegen die Militärjunta in seiner Heimat Santa Prisca verhaftet und zu lebenslanger Haft im Staatsgefängnis Pena Duro verurteilt wurde. Während seiner Haftzeit nimmt der brutale Trogg an zahllosen Zweikämpfen mit anderen Gefangenen teil, aus denen er stets als Sieger hervorgeht, sodass er bald zu den gefürchtetsten Insassen der Anstalt zählt. Als überraschend fürsorglich erweist Trogg sich, als er einen kleinen Jungen unter seine Fittiche nimmt, der als Säugling dazu verurteilt wurde, die lebenslange Haftstrafe seines Vaters an dessen Stelle zu verbüßen. Als dieser Junge später zu Bane heranwächst und es ihm gelingt, aus Pena Duro zu fliehen, kehrt er zurück und befreit auch Trogg, sowie die Häftlinge Bird und Zombie. Gemeinsam fliehen die vier nach Gotham City.
Mit Hilfe seiner technischen Begabung entwickelt Trogg ein Regulationsinstrument für Bane, dass dieser benutzt, um sich die Droge Venom gezielt verabreichen zu können, die ihm seine übermenschlichen Körperkräfte verleiht. Das von Trogg konstruierte Gerät ist an Banes linkem Unterarm befestigt: Dieses besteht aus einem Behälter, in dem Bane seine Venom-Kartuschen einlegen kann und einem Regulator: Wenn dieser aktiviert wird, wird das Venom aus der Kapsel durch einen Schlauch direkt in Banes Schädel gepumpt, von wo aus es in seinen Blutkreislauf gelangt.
Während der sogenannten „Knightfall“-Storyline in den Batman-Comics unterstützt Trogg Bane bei dessen Plänen zur „Eroberung“ von Gotham City: Zusammen mit Bird und Trogg beobachtet er Batman eine Zeitlang, um seine Methoden und seine Denkart kennenzulernen. Später hilft Trogg Bane dabei, eine Vielzahl von Waffen aus einem Arsenal der US-Armee zu entwenden und sämtliche Insassen aus der Nervenheilanstalt Arkham Asylum zu befreien. Nachdem Batman die Geisteskranken, darunter zahlreiche seiner Erzfeinde, einen nach dem anderen wieder eingefangen hat, kommt es auch zu einem Zweikampf zwischen ihm und Trogg. In diesem unterliegt Trogg zwar, kann aber entkommen.
Nach Batmans Niederlage gegen Bane hilft Trogg diesem dabei, die Herrschaft über die Unterwelt von Gotham City zu übernehmen. Bald danach wird er jedoch von Jean Paul Valley, der an Stelle von Bruce Wayne das Batman-Kostüm übernommen hat, besiegt und verhaftet (Batman #500). Im weiteren Verlauf der Knightfall-Saga tritt er dann nicht mehr in Erscheinung. In Vengeance of Bane #2 wird erwähnt, dass Trogg inzwischen in ein Gefängnis außerhalb von Gotham City überführt worden ist. In dem Heft Batman/Wildcat #3 von 1997 erfährt man schließlich, dass er von dort irgendwie hat entkommen können, da er sich zu diesem Zeitpunkt in der Gewalt des Kriminellen Lyle Bolton befindet, für den er an illegalen Gladiatorenkämpfen teilnimmt.

### Zombie
Zombie ist ein südamerikanischer Krimineller, der in der Knightfall-Saga zu den ständigen Begleitern von Bane gehört. Der Charakter wurde wie Bane erstmals in dem Comicroman Batman: Vengeance of Bane #1 von 1993 (Autor: Chuck Dixon, Zeichner: Graham Nolan) vorgestellt. Sein wahrer Name wurde in den Comics bislang nicht enthüllt. Den Namen Zombie verdankt er seinem „totenähnlichen“ Erscheinungsbild: Er ist auffallend bleich und hager, glatzköpfig und besitzt tief im Schädel-liegende, ausdrucksarme „Mondaugen“.
In Vengeance of Bane #1 – in dem Zombie auch als Erzähler fungiert – erfährt man, dass Zombie als junger Mann an einem gescheiterten Aufstand der Bevölkerung von Santa Prisca gegen die herrschende Militärjunta teilnahm: Während dieser Zeit lernte er unter anderem den britischen Söldner Sir Edmund Dorrance kennen, der auf Seiten der Revolutionäre kämpfte und in dessen Gruppe Zombie sich als Pilot betätigte. Nach der Niederschlagung des Volksaufstandes wurde Zombie verhaftet und zu lebenslanger Haft im Staatsgefängnis Pena Duro verurteilt, wo er auch seinen Spitznamen erhielt. In Pena Duro arbeitete Zombie als Reinigungskraft und medizinischer Helfer in der Krankenstation des Gefängnisses. Dort kümmerte er sich unter anderem um eine junge Revolutionärin, die mit ihrem Kind in Haft genommen worden war. Nach dem Tod der Frau betreute er das verwaiste, namenlose Kind, das später zu Bane wurde. Daneben erwarb Zombie umfangreiche Kenntnisse im Umgang mit Drogen: Er lernte, wie man diese synthetisiert, konserviert und möglichst effektiv verabreicht.
Als es Bane gelingt aus Pena Duro zu fliehen, befreit er auch Zombie, sowie die Häftlinge Bird und Trogg aus der Haft und reist mit ihnen nach Gotham City. Dort unterstützt Zombie Bane bei seinem Versuch, Batman als Beschützer der Stadt zu besiegen und die Herrschaft über deren Unterwelt an sich zu reißen: Er beteiligt sich an der systematischen Beobachtung Banes von Batman, am Diebstahl größerer Waffenbestände der US-Armee und der Befreiung der geisteskranken Insassen der psychiatrischen Anstalt von Gotham City, dem Arkham Asylum, die – von Bane und seinen Helfern mit den gestohlenen Waffen ausgerüstet – anschließend Gotham City mit Chaos zu überziehen beginnen (Batman 489-491). Außerdem übernimmt es Zombie, die Droge Venom, die Bane seine beachtlichen Körperkräfte gibt zu synthetisieren, die dieser sich durch einen von Trogg gefertigten Kontrollapparat direkt ins Blut pumpen kann. Während der Knightfall-Saga trifft Zombie – der sich als glänzender Messerwerfer entpuppt – auch einmal im Kampf mit Batman zusammen. Er unterliegt zwar, kann aber entkommen (Detective Comics #663, 1993).
Nachdem Bane Batman im Zweikampf besiegt und schwer verletzt, unterstützt Zombie ihn bei der Übernahme der Herrschaft über die Unterwelt von Gotham City: Er entführt die Kinder des Bandenchefs Tough Tony Bressi (Batman #498) und wirbt Catwoman als Mitarbeiterin an (Catwoman #1). Schließlich wird Zombie von Batman II (Jean Paul Valley), dem Nachfolger des verletzten Bruce Wayne, gemeinsam mit Trogg und Bird besiegt, ergriffen und an die Polizei übergeben. Die Aussicht der Inhaftierung schreckte ihn dabei nur wenig: Wie er im Verhör äußert, seien die amerikanischen Gefängnisse „harmlos und weich“, verglichen mit den Gefängnissen in Südamerika, in denen er lange Jahre seines Lebens zugebracht hatte (Detective Comics #666). In Vengeance of Bane #2 erfährt man noch, dass Zombie mittlerweile in ein Gefängnis außerhalb von Gotham City verbracht worden ist.

## Adaptionen der Figur in anderen Medien
Im Film Batman & Robin von 1997 wird Bane von dem US-amerikanischen Wrestler Jeep Swenson gespielt. Dort wird der Charakter jedoch eher als „tumber Schläger“ dargestellt.
Im 2009 erschienenen Computer-Actionspiel Batman: Arkham Asylum ist Bane ein früher Bossgegner. Am Ende des Kampfes stößt ihn Batman mit dem ferngesteuerten Batmobil ins Buchtwasser. Bane überlebt und taucht im Nachfolger Arkham City von 2011 erneut auf, der Spieler kämpft allerdings dieses Mal nicht gegen ihn. Im Nachfolger Batman: Arkham Origins (2013), der zeitlich noch vor Arkham Asylum spielt, ist Bane neben dem Joker einer der Hauptschurken. Aus diesem Grund muss der Spieler sogar zweimal gegen ihn kämpfen, zuerst auf einem Dach in Gotham City und im Finale des Spiels im Blackgate-Gefängnis. Bane wird schließlich an den Füßen kopfüber aufgehängt der Polizei übergeben.
In der 2012 erschienenen Batman-Verfilmung The Dark Knight Rises von Christopher Nolan wird Bane von dem britischen Schauspieler Tom Hardy verkörpert. Äußerlich weicht diese Version relativ stark vom Original ab, er wird aber ebenfalls als gefährlicher Antagonist und, wie in der Comic-Vorlage, als „Anti-Batman“ dargestellt. Die Darstellung Banes in dem Film wurde mehrfach in Listen der besten Filmschurken geführt.
In der fünften Staffel der Fernsehserie Gotham wird Bane von Shane West verkörpert. Die Prequel-Serie stellt Bane als den Soldaten Eduardo Dorrance dar. Dieser diente früher an der Seite von James Gordon, wurde dann aber während eines Einsatzes gefangen genommen und als Kriegsgefangener in das Gefängnis Pena Duro gebracht. Eduardo wird schließlich von Ra's al Ghuls Tochter Nyssa befreit, mit der er sich aus Dankbarkeit verbündet. Bei einem Kampf wird er schwer verwundet, ist von nun an auf eine lebenserhaltende Maske angewiesen und wird daraufhin von Professor Hugo Strange in Bane verwandelt.